# Hovön-Alnön
Hovön-Alnön este o arie protejată (arie specială de conservare — SAC, sit de importanță comunitară — SCI) din Suedia întinsă pe o suprafață de 385,4 ha, integral pe uscat.

## Localizare
Centrul sitului Hovön-Alnön este situat la coordonatele 60°16′37″N 18°33′35″E / 60.277°N 18.5596°E.

## Înființare
Situl Hovön-Alnön a fost declarat sit de importanță comunitară în decembrie 1995 pentru a proteja 1 specie de plante. Situl a fost protejat și ca arie specială de conservare în martie 2011.

## Biodiversitate
Situată în ecoregiunile boreală și marină baltică, aria protejată conține 7 habitate naturale: Lagune de coastă, Pajiști uscate seminaturale și facies de acoperire cu tufișuri pe substraturi calcaroase (Festuco-Brometalia) (* situri importante pentru orhidee), Pajiști din zone de pădure fino-scandinave, Pășuni de coastă din Baltica boreală, Pășuni din zone de pădure fino-scandinave, Taiga vestică, Păduri fino-scandinave bogate în ierburi cu Picea abies.
La baza desemnării sitului se află o specie protejată de  plante: Saxifraga osloensis.